# Élections cantonales soleuroises de 2025
Les élections cantonales soleuroises de 2025 ont lieu le 9 mars 2025 et le 13 avril 2025 afin d'élire les 100 membres du Conseil cantonal et les 5 membres du Conseil d'État du canton de Soleure en Suisse.

## Mode de scrutin

### Conseil cantonal
Le Conseil cantonal est élu au scrutin proportionnel plurinominal. Un seuil électoral de minimum 1 % des voix est en vigueur. Les mandats obtenus par les différents partis sont répartis proportionnellement entre chaque commune du canton : Olten-Gösgen 29 sièges, Soleure-Lebern 23 sièges, Bucheggberg-Wasseramt 22 sièges, Thal-Gäu 13 sièges et Dorneck-Thierstein 13 sièges. Chaque électeur dispose d'autant de voix que de sièges à pourvoir dans sa commune.

### Conseil d'État
Le Conseil d'État est composé de cinq membres élus au scrutin majoritaire plurinominal à deux tours dans une circonscription couvrant l'ensemble du canton. Chaque candidat, indépendamment de son parti, doit obtenir une majorité absolue de voix afin d'être élu. Si moins de cinq candidats obtiennent la majorité absolue, un second tour est organisé à l'issue duquelle les candidats obtenant le plus de voix sont élus. Chaque électeur dispose de cinq voix — correspondant au nombre de membres du Conseil d'État.

## Candidats
588 candidats se présentent pour les 100 sièges du Conseil cantonal et huit candidats se présentent pour l'exécutif cantonal, dont trois conseillers d'État sortant.

## Résultats

### Conseil cantonal
Chaque électeur étant doté d'autant de voix que de sièges à pourvoir dans sa circonscription, le total des voix est largement supérieur au nombre de votants.
|                          |                              |                          |           |       |      |        |               |
| Parti                    | Parti                        | Sigle                    | Voix      | %     | +/-  | Sièges | +/-           |
|                          | Union démocratique du centre | UDC                      | 333 328   | 23,73 | 2,71 | 25     | 4             |
|                          | Parti libéral-radical        | PLR                      | 272 441   | 19,39 | 3,30 | 20     | 2             |
|                          | Parti socialiste             | PS                       | 267 359   | 19,03 | 0,23 | 21     | 1             |
|                          | Le Centre                    | LC                       | 219 352   | 15,62 | 1,99 | 20     | en stagnation |
|                          | Les Verts                    | PES                      | 137 550   | 9,79  | 0,51 | 9      | 1             |
|                          | Vert'libéraux                | PVL                      | 75 353    | 5,36  | 1,67 | 4      | 2             |
|                          | Parti évangélique            | PEV                      | 35 599    | 2,53  | 0,63 | 1      | en stagnation |
|                          | Autres partis                | Autres partis            | 63 458    | 4,55  | –    | 0      | en stagnation |
| Total des voix           | Total des voix               | Total des voix           | 1 404 440 | 100   |      |        |               |
|                          |                              |                          |           |       |      |        |               |
| Votes valides            | Votes valides                | Votes valides            | 63 458    | 96,55 |      |        |               |
| Votes blancs et nuls     | Votes blancs et nuls         | Votes blancs et nuls     | 2 266     | 3,45  |      |        |               |
| Total                    | Total                        | Total                    | 65 724    | 100   | –    | 100    | en stagnation |
| Abstentions              | Abstentions                  | Abstentions              | 118 185   | 64,26 |      |        |               |
| Inscrits / participation | Inscrits / participation     | Inscrits / participation | 183 909   | 35,74 |      |        |               |

### Conseil d'État
Chaque électeur étant doté d'autant de voix que de sièges à pourvoir, le total des voix est largement supérieur au nombre de votants.
| Candidats                | Candidats                | Partis                   | Premier tour | Premier tour | Premier tour | Second tour | Second tour | Second tour |
| Candidats                | Candidats                | Partis                   | Voix         | %            | Élu          | Voix        | %           | Élu         |
| ------------------------ | ------------------------ | ------------------------ | ------------ | ------------ | ------------ | ----------- | ----------- | ----------- |
|                          | Sandra Kolly-Altermatt   | LC                       | 32 138       | 14,93        | Non          | 32 559      | 14,81       | Oui         |
|                          | Susanne Schaffner-Hess   | PS                       | 30 187       | 14,02        | Non          | 31 364      | 14,26       | Oui         |
|                          | Peter Hodel              | PLR                      | 28 799       | 13,37        | Non          | 28 598      | 13,01       | Oui         |
|                          | Sibylle Jeker            | UDC                      | 28 646       | 13,30        | Non          | 31 270      | 14,22       | Oui         |
|                          | Mathias Stricker         | PS                       | 25 062       | 11,64        | Non          | 26 620      | 12,11       | Oui         |
|                          | Edgar Küpper             | LC                       | 24 489       | 11,38        | Non          | 24 459      | 11,13       | Non         |
|                          | Lupi Marco               | PLR                      | 23 228       | 10,79        | Non          | 21 372      | 9,72        | Non         |
|                          | Daniel Urech             | PES                      | 22 747       | 10,56        | Non          | 23 614      | 10,74       | Non         |
| Total des voix           | Total des voix           | Total des voix           | 215 296      | 100          | –            | 219 856     | 100         | –           |
|                          |                          |                          |              |              |              |             |             |             |
| Votes valides            | Votes valides            | Votes valides            | 64 520       | 98,92        |              | 66 793      | 99,52       |             |
| Votes blancs             | Votes blancs             | Votes blancs             | 389          | 0,60         | 257          | 0,38        |             |             |
| Votes nuls               | Votes nuls               | Votes nuls               | 309          | 0,47         | 62           | 0,09        |             |             |
| Total                    | Total                    | Total                    | 65 218       | 100          | 67 112       | 100         |             |             |
| Abstention               | Abstention               | Abstention               | 118 691      | 64,54        | 116 611      | 63,47       |             |             |
| Inscrits / participation | Inscrits / participation | Inscrits / participation | 183 909      | 35,46        | 183 723      | 36,53       |             |             |